# Park Narodowy Björnlandet
Park Narodowy Björnlandet (szw. Björnlandets nationalpark) – park narodowy w regionie Västerbotten w północnej Szwecji.

## Opis
Park Narodowy Björnlandet leży na terenie gminy Åsele w regionie administracyjnym Västerbotten w północnej Szwecji. Najbliższe miejscowości to Fredrika oraz Åsele. 
Został założony w 1991 roku, początkowo zajmował powierzchnię 11 km² a w 2017 roku jego obszar został poszerzony do 23,69 km². 
Obejmuje ochroną obszar lasów sosnowych – pozostałości pierwotnej tajgi skandynawskiej ze starymi okazami sosny (Pinus sylvestris) i świerka (Picea abies) porośniętymi licznymi porostami. Większość sosen osiągnęła wiek 180 lat. Wśród porostów wyróżnia się granicznik płucnik i chrobotek reniferowy a wśród grzybów – haploporus i płucnica islandzka. Martwe drzewa porasta również cladonia. W lasach występuje borówka brusznica, bażyna czarna i borówka czarna, a także Ranunculus lapponicus. 
Park zamieszkują lisy, kuny, łosie, renifery i rosomaki. Wśród ptaków spotkać można głuszca, sójkę syberyjską i dzięcioła dużego, rzadziej dzięcioła czarnego, dzięcioła trójpalczastego i dzięcioła zielonosiwego. 
W lasach są widoczne ślady dawnych pożarów – ostatni miał miejsce w 1831 roku. Na terenie parku znajdują się liczne głębokie wąwozy i strome ściany skalne oraz głazowiska.
Park należy do sieci Natura 2000, w ramach której chroni siedliska roślin i ptaków.